# Gyermekönkormányzat
A gyermekönkormányzat vagy szabatosabb megfogalmazásban települési gyermek és ifjúsági önkormányzati forma a településen élő fiatalok érdekképviseletével foglalkozik. A rendszerváltás folyamatában az ifjúság magára maradt. A megszűnt szervezetek helyébe nem alakult tömeges és népszerű gyermek- és ifjúsági mozgalom. 
Felépítése 2014-óta 9 képviselőből és egy polgármesterből áll.
2 évente választást tartanak és 2 helyszínen is 2 különböző időpontban. A választások minden páros év október elején kerülnek lebonyolításra. Pénteken az iskolában szavaznak a 10-25 éves helyi fiatalok majd szombaton akik nem tudtak a pénteki napon választani azok is eldönthetik, hogy kit/kiket tartanak méltónak rá.
A választáson indulhat minden helyi fiatal, aki nem töltötte be a 12 éves kort és még nem 26 éves.

## Létrehozás
Az önkormányzatoknak biztosított hatalom az ügyek megoldását a jobbára laikusokból álló testületekre bízta. Gyakori, hogy a döntéseket az időhiány sürgeti, vagy azt nem a szükségesség, hanem a testületben kialakult alku határozza meg. A döntések minősége a hivatal munkatársain múlik, mint előterjesztőkön. A közvéleményt jelentősen befolyásoló tömegkommunikáció többsége párt hatalmi csoport vagy egyéni önös érdeket képvisel. Valójában még nincs önálló, a helyi érdekeit helyben érvényesíteni tudó civil hatalom, tudatos polgárság, amely egyensúlyt teremthetne a testületekben a nyilvánosság fórumain megfogalmazott érdekek között.
- Az iskolák képtelenek vállalni a diákok szabadidejének programozását. A művelődési otthonok, a gyermek- és ifjúsági házak, kapacitása kicsi, erre fordítható pénzük kevés. Az ifjúsági információs központok nem többek, mint amit a nevük is jelez. A növekvő nemzedék egyre kiszolgáltatottabb az amerikanizált, az emberi és a társadalmi problémákat, a művészien árnyalt megközelítését szükségképpen mellőző szórakoztatóiparnak.

- A települési gyermek- és ifjúsági önkormányzatok a fiatalok saját maguk által történő aktivizálását eredményezi, úgyhogy számukra funkciót és helyet keres a települési feladatok megoldásában. A benne dolgozók számára személyes hozadék az önkormányzatiságmegismerése, a demokratikus működési formák és  eljárások kitalálása, begyakorlása és elsajátítása. Ennek birtokában a felnövekvő nemzedék jobb eséllyel éli meg majd életét, mint elődei.

## Előzményei
A fenti célok megvalósítására alakult meg 1992-ben a Települési önkormányzatokat Segítők Egyesülete. Még ebben az évben megrendezték az első országos találkozót, az e munkát segítő szervezetek, ami azóta  rendszeres fórummá vált. Ezen elvek alapján 15-20 gyermek és ifjúsági önkormányzat működik jobbára falvakban vagy kisebb városokban.
A gyermekönkormányzatokat a hatályos választási törvény leegyszerűsített változatával választja meg a település adott korosztálya. A választást rendezvényekkel gazdagított kampány előzi meg. Először egy évre majd újabban két évre választják meg őket. Miután a választás mindenütt más és más időpontban van a „segítők egyesülete” által összefogott társaság összetétele lassan, de folyamatosan változik. Az információcserét az 1994 eleje óta megjelenő Parola időszaki lap mellékleteként megjelenő mindig más és más település által szerkesztett GYŐK (gyermekönkormányzat) oldalak segítik. Általában az addig elért eredményekről vagy problémákról szólnak. 
Munkájukhoz az alapot a Franciaországban 1979-ben elkezdett gyermekönkormányzatiság jelenti. A francia ihletést nem tagadva kapcsolatot kerestek a francia települések önkormányzatit összefogó egyesülettel az ANACEJ-jel. Együttműködésekként már több tapasztalatcserét szerveztek.
Ez a szervezet nem minden gyermekönkormányzatot tömörít. Az iskolai diákönkormányzatokat, az azokból delegált alkalmanként településinek tekintett szervezeteket a pedagógus szakma segítői fogják össze. Így a türjei székhelyű egyesület az általa segített testületeket inkább a települési feladatokra orientálja. A Segítő Egyesült nem tekinti magát az általánosan értelmezett gyermekérdekek országos képviselőjének. Nem indokolja, hogy a szabadidő szervezőjeként országos mozgalom legyen. A települések diák intézményeinek (iskola, kollégium, ifjúsági ház gyermek-, és ifjúsági könyvtár) megalakuló vagy meglevő önkormányzataitól mindig független, inkább a felnőtt testületekhez kapcsolódó forma.

## A gyakorlatban

### Magyarországon működő gyermek- és ifjúsági önkormányzatok
- Alsómocsolád
- Bácsalmás (szervezés alatt)
- Bábolna
- Balmazújváros
- Berettyóújfalu
- Bordány
- Cegléd
- Domaszék
- Dombrád
- Érd
- Gersekarát
- Hajdúnánás
- Hidaskürt
- Hódmezővásárhely
- Kalocsa
- Budapest XIII. kerülete
- Kiskunfélegyháza
- Levél
- Orosháza
- Tiszaalpár (szervezés alatt)

Díjak
- 2014-ben Levél községet díj
- 2017- Vidéki fiatalokért díj első helyezett

Vezetők, polgármesterek[pontosabban?]
- 2010-2012: Kovács Tamás
- 2012-2014: Tompa Rita
- 2014-2016: Kovács Dávid
- 2016-2018: Farkas Kevin
- 2018-2020: Hidvégi Zsófia
- 2020-2022: Farkas Kevin

## Külső hivatkozások
- https://web.archive.org/web/20160305164338/http://gyiot.hu/
- https://web.archive.org/web/20130222075848/http://www.level.hu/index.php?modul=menupontok&kod=161
- http://telepulesi_gyermekonkormanyzat_level.tudakozo.hu/%5B%5D
- http://www.c3.hu/~begyeuklub/begy.htm
- https://web.archive.org/web/20170302112105/http://www.bacsalmas.hu/index.php?option=com_content&view=article&id=2302:2017-03-01-09-58-32&catid=74:kozlemenyekkat&Itemid=350
- A hajdúnánási Gyermek-és Ifjúsági Önkormányzat weboldala Archiválva 2018. július 17-i dátummal a Wayback Machine-ben
- A domaszéki ifjúsági önkormányzat honlapja
- A Bordányi Gyermek- és Ifjúsági Önkormányzat honlapja